# Тосья (коммуна)
Тосья́ (фр. Tossiat) — коммуна во Франции, находится в регионе Рона — Альпы. Департамент — Эн. Входит в состав кантона Пон-д’Эн. Округ коммуны — Бурк-ан-Брес.
Код INSEE коммуны — 01422.

## География

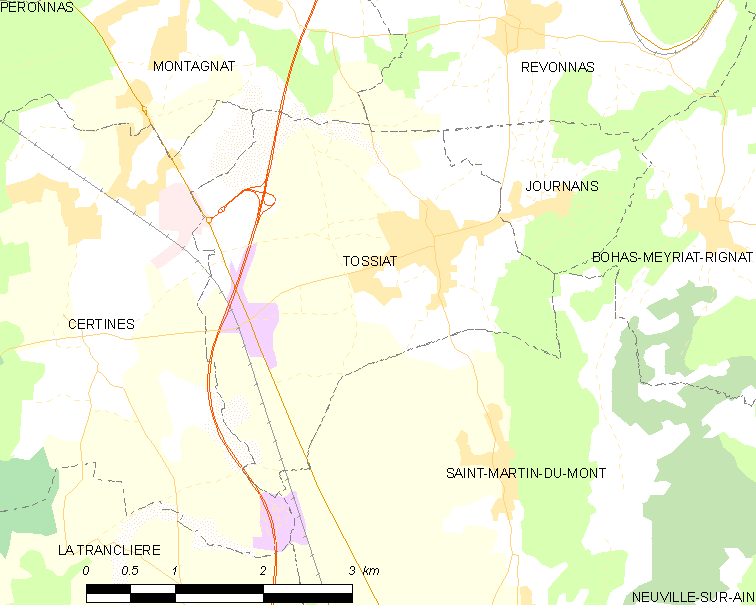
Карта коммуны

Коммуна расположена приблизительно в 380 км к юго-востоку от Парижа, в 60 км северо-восточнее Лиона, в 10 км к юго-востоку от Бурк-ан-Бреса.
По территории коммуны протекает река Ресуз.

## Климат
Климат полуконтинентальный с холодной зимой и тёплым летом. Дожди бывают нечасто, в основном летом.

## Население
Население коммуны на 2010 год составляло 1406 человек.
| 1962 | 1968 | 1975 | 1982 | 1990 | 1999 | 2010 |
| ---- | ---- | ---- | ---- | ---- | ---- | ---- |
| 531  | 534  | 569  | 879  | 979  | 1111 | 1406 |

## Администрация
| Период | Период | Фамилия     | Партия       | Примечания |
| ------ | ------ | ----------- | ------------ | ---------- |
| 2001   | 2014   | Ален Пердри |              |            |
| 2014   | 2020   | Роже Фене   | Разные левые |            |

## Экономика
В 2010 году среди 929 человек трудоспособного возраста (15—64 лет) 734 были экономически активными, 195 — неактивными (показатель активности — 79,0 %, в 1999 году было 76,4 %). Из 734 активных жителей работали 716 человек (374 мужчины и 342 женщины), безработных было 18 (7 мужчин и 11 женщин). Среди 195 неактивных 87 человек были учениками или студентами, 72 — пенсионерами, 36 были неактивными по другим причинам.

## Города-побратимы
- Хаккенхайм (Германия, с 1992)
- Унгурени (Румыния, с 2001)